# Schwarzwald-Schwäbische-Alb-Allgäu-Weg

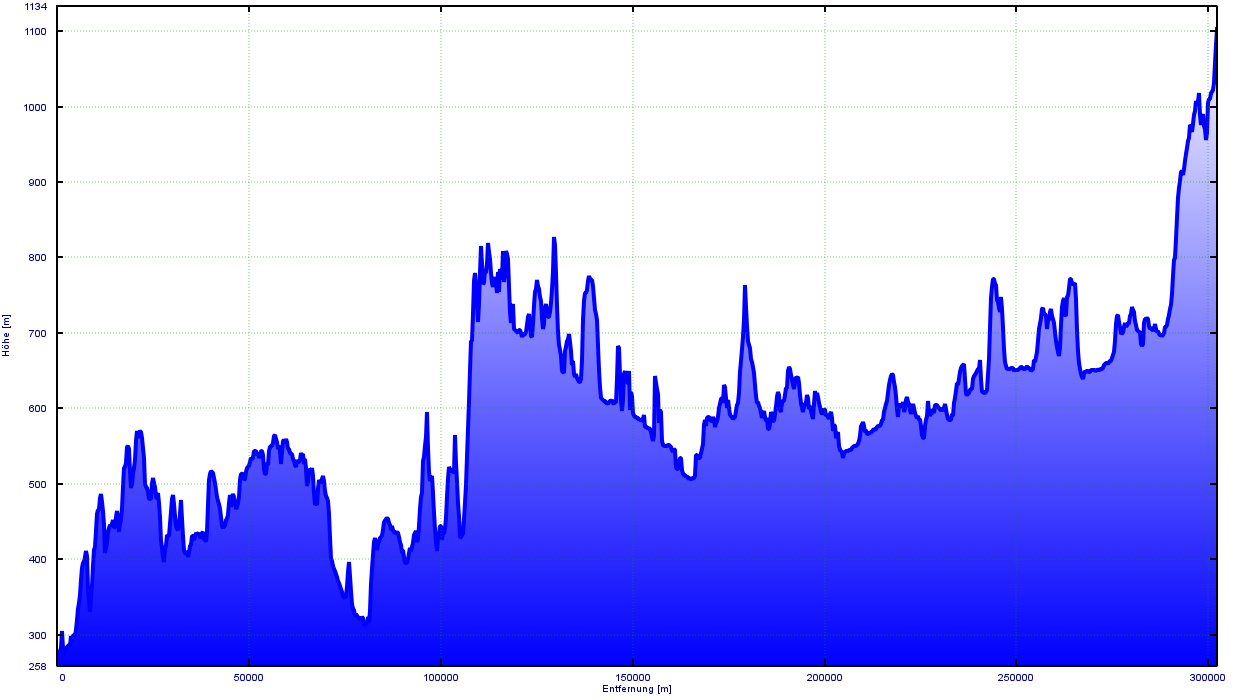
Höhenprofil

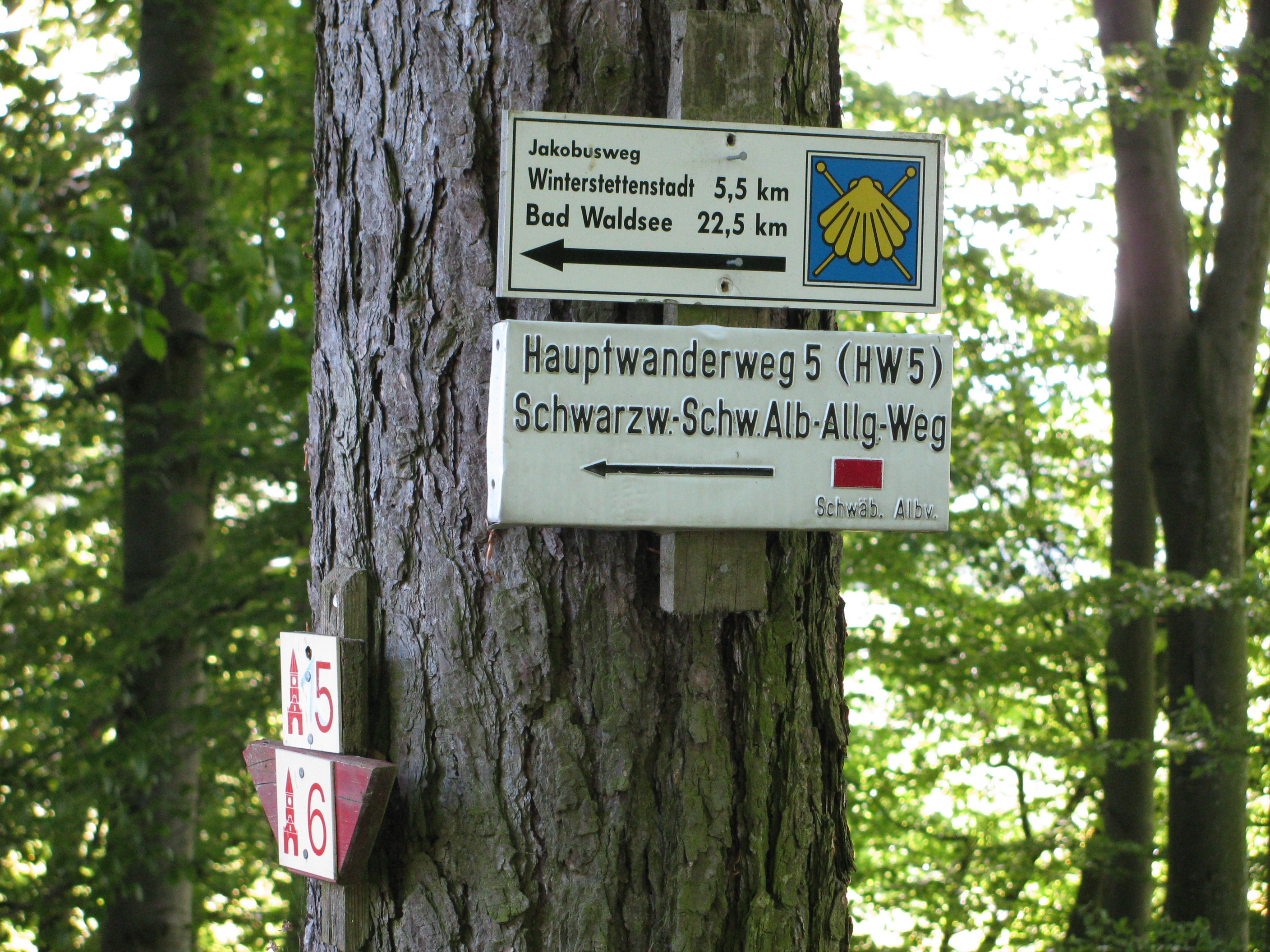
Wegzeiger des HW 5 zwischen Steinhausen und Bad Waldsee, wo der HW 5 gemeinsam mit dem Oberschwäbischen Jakobsweg nach Süden führt.

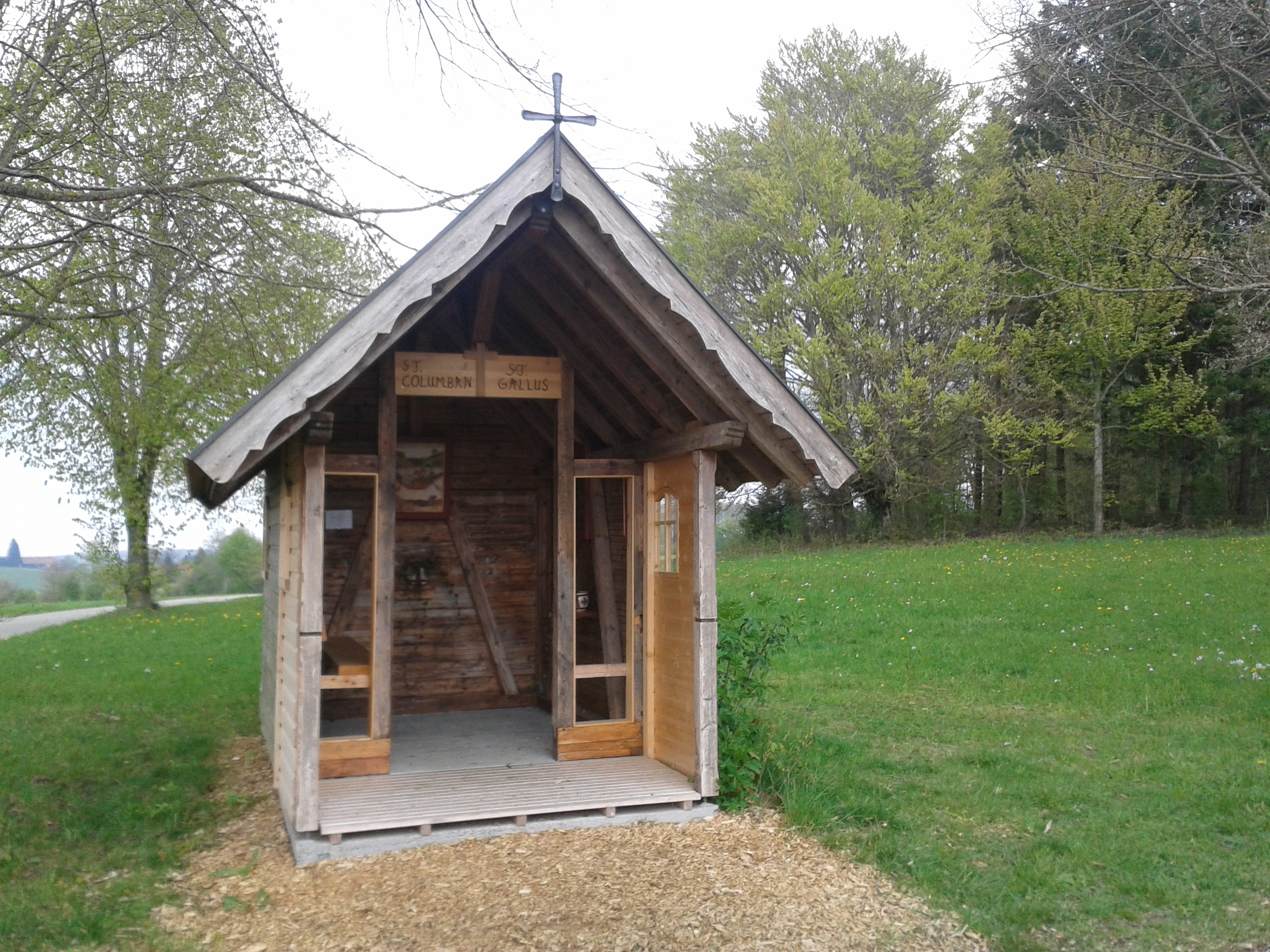
Einkehr in einer kleinen Kapelle am Wachbühl bietet die St. Columban und St. Gallus-Kapelle; oder auch nur Unterstand.

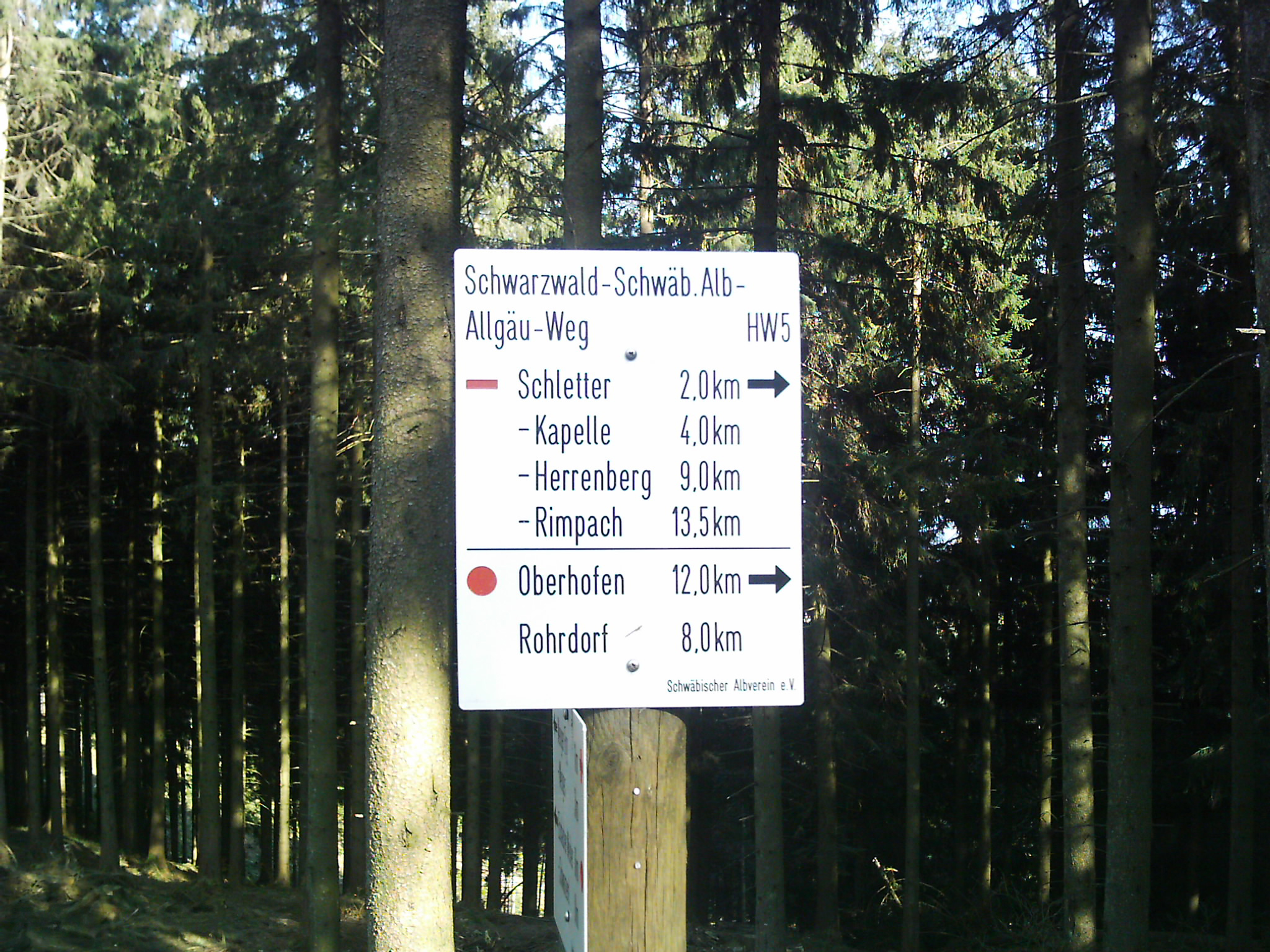
Die letzte Etappe des HW 5 im Allgäu ist, wie viele andere Abschnitte, sorgfältig mit Metalltafeln ausgeschildert und vermessen

Der Schwarzwald-Schwäbische Alb-Allgäu-Weg, auch Hauptwanderweg 5 oder abgekürzt HW 5 genannt, ist ein 311 Kilometer langer Fernwanderweg des Schwäbischen Albvereins. Er führt von Pforzheim bis auf den Schwarzen Grat. Hierbei durchquert er zunächst den Rand des Nordschwarzwaldes, dann den Schönbuch, die Schwäbische Alb und Oberschwaben. Er endet im württembergischen Allgäu.

## Wegverlauf

### Abschnitt Nordschwarzwald – Schönbuch – Neckar
Der Schwarzwald-Schwäbische Alb-Allgäu-Weg beginnt in Pforzheim-Kupferhammer nahe dem Punkt, an dem auch die drei großen Wanderwege des Schwarzwaldvereins (West-, Mittel- und Ostweg) ihren Anfang nehmen. Der Weg orientiert sich zunächst am Tal der Würm und führt hierbei auch über die Schwarzwald-Randplatte; Zwar verlaufen die ersten 13 Kilometer im Naturraum Schwarzwald, doch führt der Weg lediglich am Rand des Mittelgebirges entlang. Im Hecken- und Schlehengäu gelangt der Wanderer nach Weil der Stadt, und von dort aus weiter nach Bebenhausen im Herzen des Naturparks Schönbuch. Die Städte Herrenberg und Tübingen können mit Abstechern besucht werden. Bei Lustnau wird der Schönbuch verlassen, der HW 5 führt dort über den Neckar.

### Abschnitt Neckar – Alb – Donau
Nach der Querung des Neckars, der bei Lustnau auf einer Höhe von etwa 310 m fließt, steigt der Weg wieder an und führt hinauf auf die Hochfläche des Lias: Hinter Pfullingen beginnt der Aufstieg auf die Schwäbische Alb. Zugleich trifft der Weg hier auf das Biosphärengebiet Schwäbische Alb, das von der UNESCO im Jahr 2009 anerkannt wurde. Über den markanten Schönbergturm am Albtrauf führt der HW 5 zu Schloss Lichtenstein mit 817 m Höhe. Dort begegnet der HW 5 dem Schwäbische-Alb-Nordrand-Weg, dem HW 1. Der linke Rand des Echaztales wird verlassen. Es kommt zu einem weiteren Anstieg, hinauf zum Sternberg mit einer Höhe von 844 m. Der Sternbergturm schenkt mit seinen 32 m Höhe dem Wanderer einen Fernblick über die Baumwipfel hinweg. Nun folgt der Hauptwanderweg 5 dem Tal der Großen Lauter, quert den Schwäbische-Alb-Südrand-Weg und erreicht Obermarchtal am Südrand der Alb.

### Abschnitt Oberschwaben
Bei Obermarchtal überquert der Schwarzwald-Schwäbische Alb-Allgäu-Weg die Donau und führt zunächst auf den markanten Bussen mit seinen 767 m Höhe. Es geht nun weiter durch die Landschaft Oberschwabens nach Biberach und Steinhausen mit seiner berühmten Wallfahrtskirche. Der HW 5 führt sodann durch östliche Ortsteile von Bad Waldsee. Über das Wurzacher Ried gelangt der Wanderer nach Bad Wurzach.

### Abschnitt Westallgäu
Der Weg verlässt Oberschwaben und geht im württembergischen Allgäu weiter: Von Leutkirch aus führt der HW 5 hinauf in die Adelegg, und dort auf den Gipfel des Schwarzen Grat. Mit 1118 m Höhe ist er der höchste Berg des früheren Landes Württemberg. Der Hauptwanderweg 5 endet hier.

## Markierung und Wanderrichtung
Der Weg ist entsprechend dem Schema der Hauptwanderwege des Schwäbischen Albvereins mit einem roten Querbalken markiert. Meist, aber nicht immer, findet sich die Bezeichnung „HW 5“ in schwarzer Farbe unter- oder oberhalb des Balkens auf einer weißen Plakette.
Der Weg ist sowohl in Süd-Nord-Richtung als auch in Nord-Süd-Richtung begehbar.
- Vorteil der Süd-Nord-Richtung: die Anstiege verlaufen „milder“, in der Summe sind es mehr Abstiegsmeter
- Vorteil der Nord-Süd-Richtung: man geht zweimal spürbar und sichtbar auf ein Gebirge zu, zuerst auf den Albtrauf, dann zunächst in Oberschwaben und später im Allgäu zur Kette der europäischen Alpen mit Fernsicht

## Sehenswürdigkeiten am Wege (Auswahl)

### Schwarzwald und Gäu
- Würmtal
- Naturschutzgebiet Büchelberg
- Mittelalterliches Stadtbild von Weil der Stadt
- Mittelalterliches Stadtbild von Herrenberg – mit Abstecher zu erreichen

### Schönbuch
- Naturpark Schönbuch
- Kloster Bebenhausen, bereits ein Ortsteil von Tübingen
- Tübingen (historische Altstadt mit Universität ist mit Abstecher zu erreichen)

### Albvorland und Schwäbische Alb
- Käpfle
- Georgenberg
- Reutlingen – mit Abstecher zu erreichen
- Albtrauf
- Schönbergturm
- Wackerstein
- Nebelhöhle
- Giessstein
- Schloss Lichtenstein im Stil des Historismus
- Ruine Alt-Lichtenstein
- Großes Lautertal
- Sternberg
- Ruine Hohengundelfingen
- Burg Derneck
- Ruine Wartstein

### Oberschwaben
- Soldatenfriedhof Obermarchtal
- Schwedenhöhlen Reutlingendorf
- Bussen
- Stationen der Oberschwäbischen Barockstraße: Klosterkirche Obermarchtal und Wallfahrtskirche Steinhausen
- Grabener Höhe
- Stationen der Schwäbischen Bäderstraße: Bad Wurzach

### Allgäu
- Wachbühl
- Adelegg
- Schwarzer Grat

## Besondere Stationen auf dem Weg

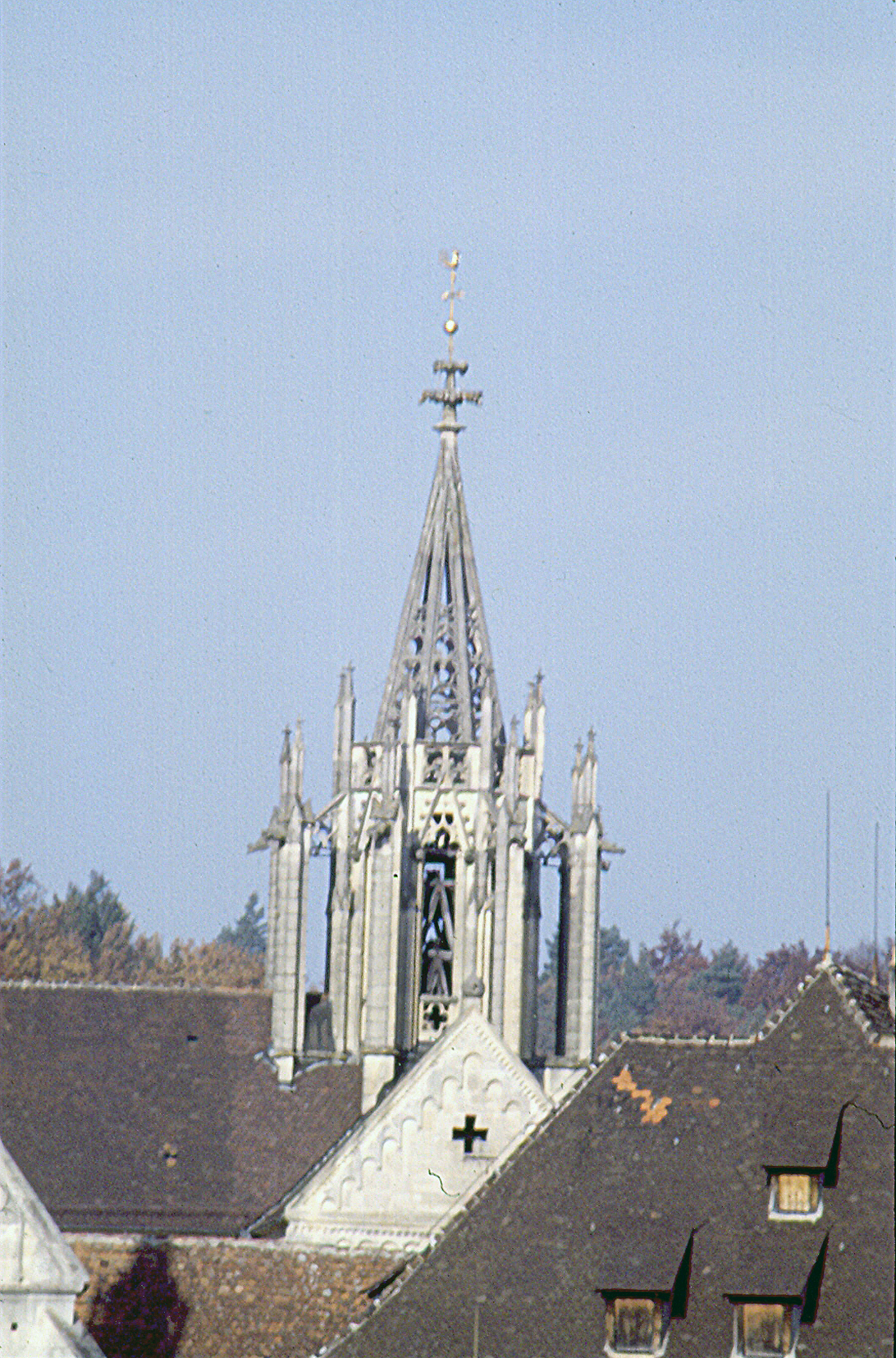
Fast 1000 Jahre klösterliche Kultur macht die Gegend um die alte Zisterzienserabtei Bebenhausen erlebbar, die der HW 5 tangiert.
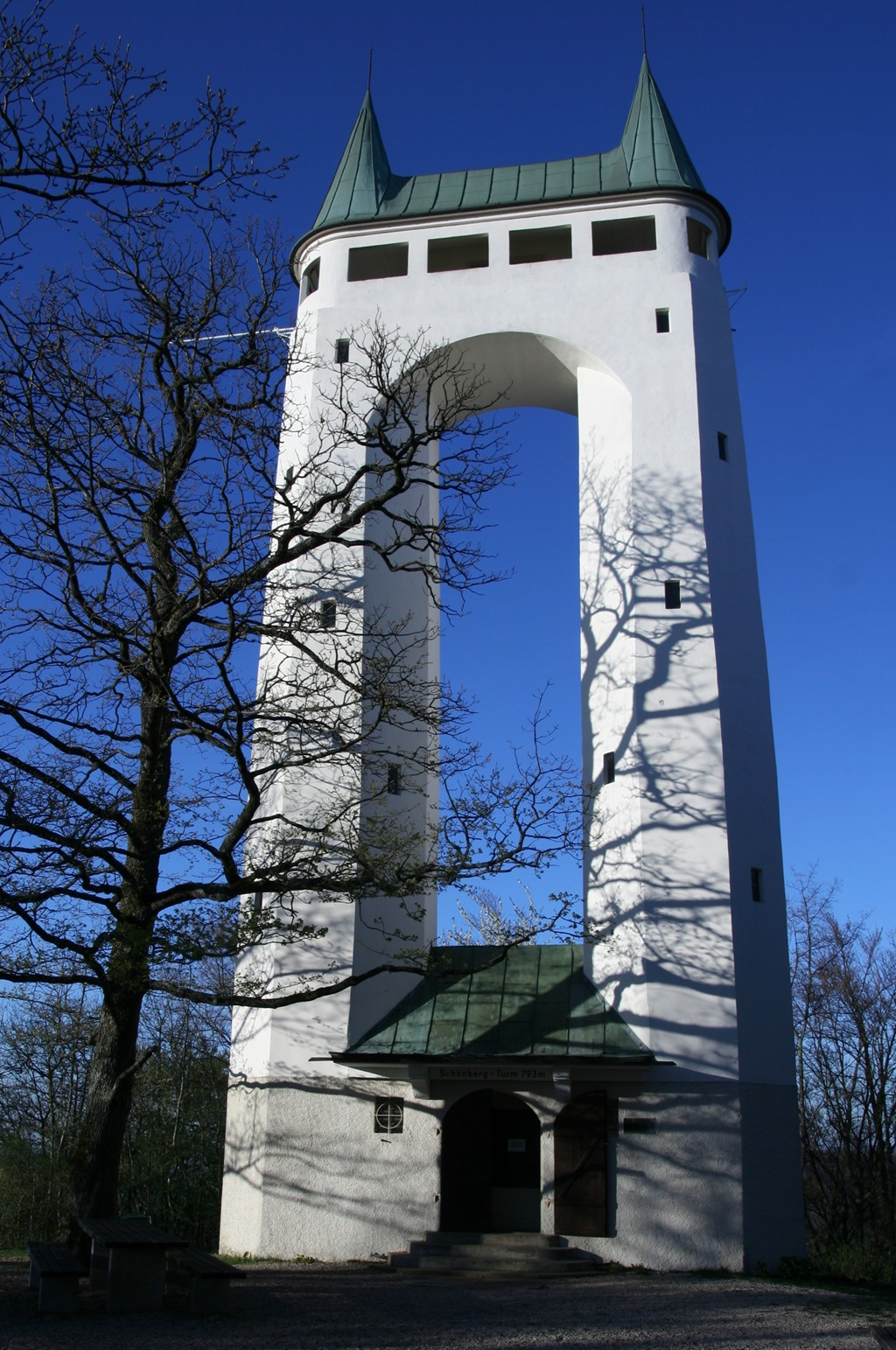
Der markante Schönbergturm mit seinen 108 Treppenstufen zur Plattform bietet einen besonderen Fern- und Rundblick.
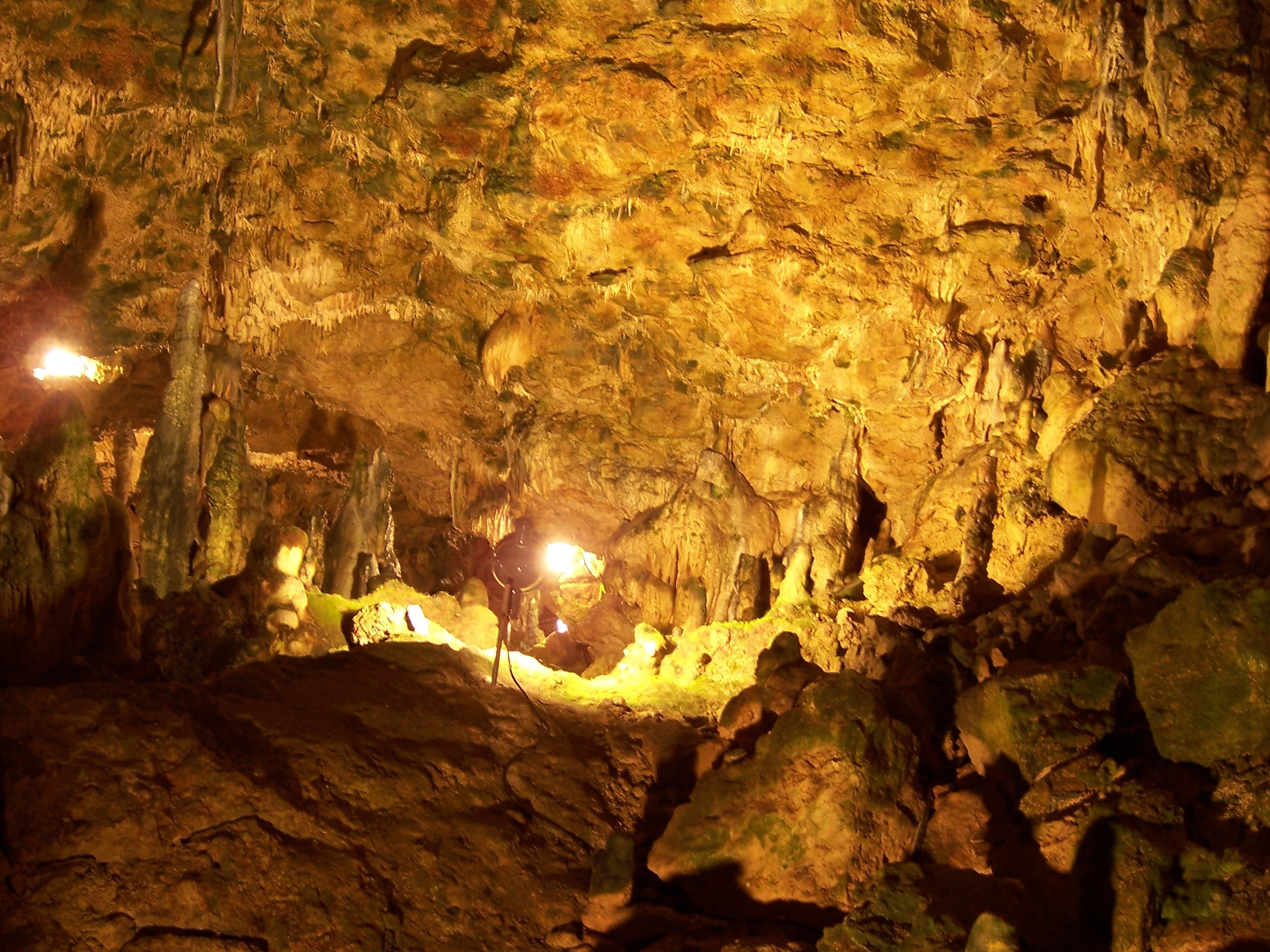
Die in der Nachbarschaft befindliche Nebelhöhle führt dagegen in die Tiefen des Karstgebirges der Schwäbischen Alb.
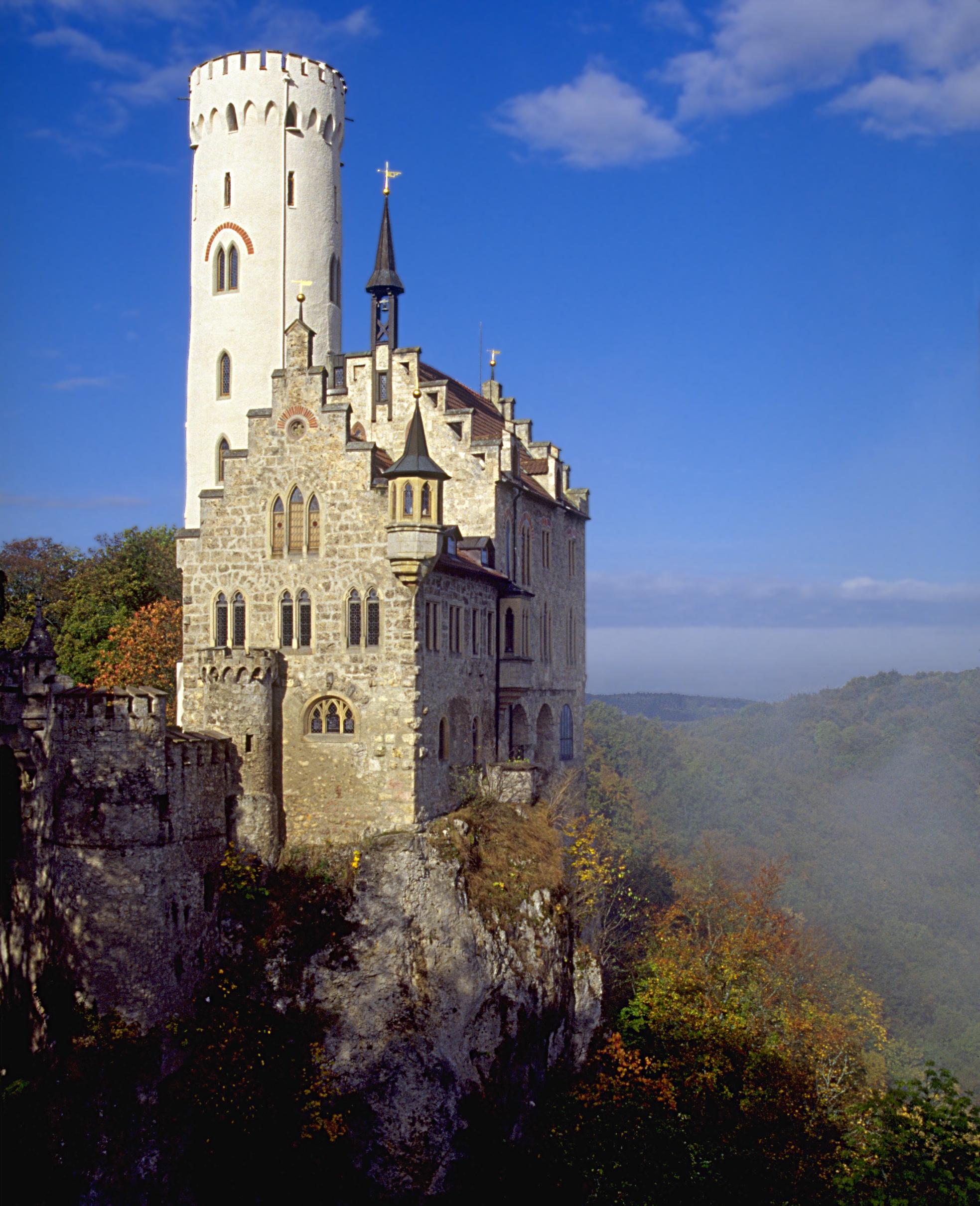
Das Schloss Lichtenstein liegt auf 817 m Höhe über dem Meeresspiegel und führt damit in die höchstgelegenen Abschnitte auf der Schwäbischen Alb
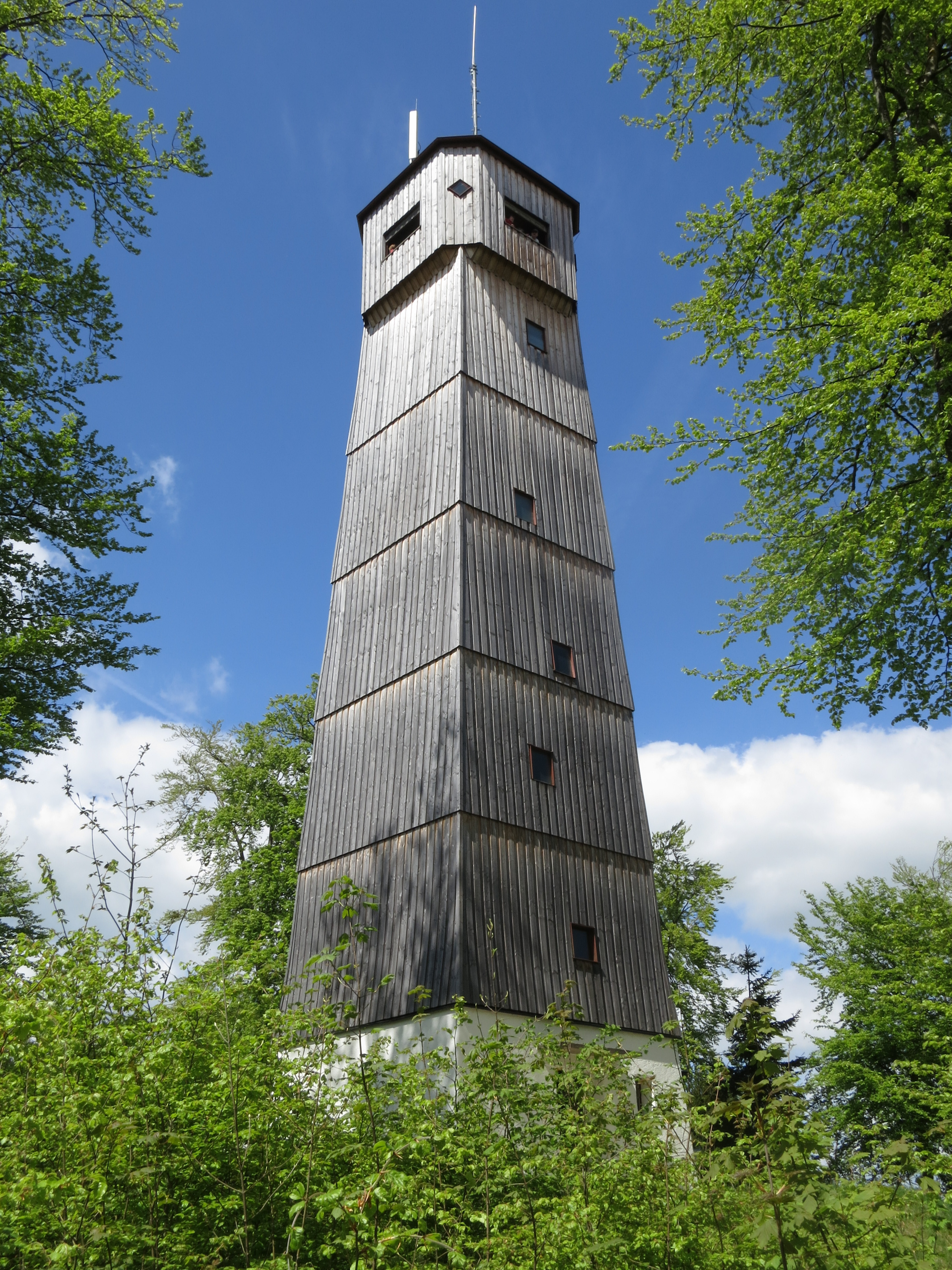
Der Sternberg ist – jedenfalls im Blick auf die 844 Höhenmeter – der Höhepunkt im Abschnitt der Schwäbischen Alb. Hier der hölzerne Sternberg-Turm.
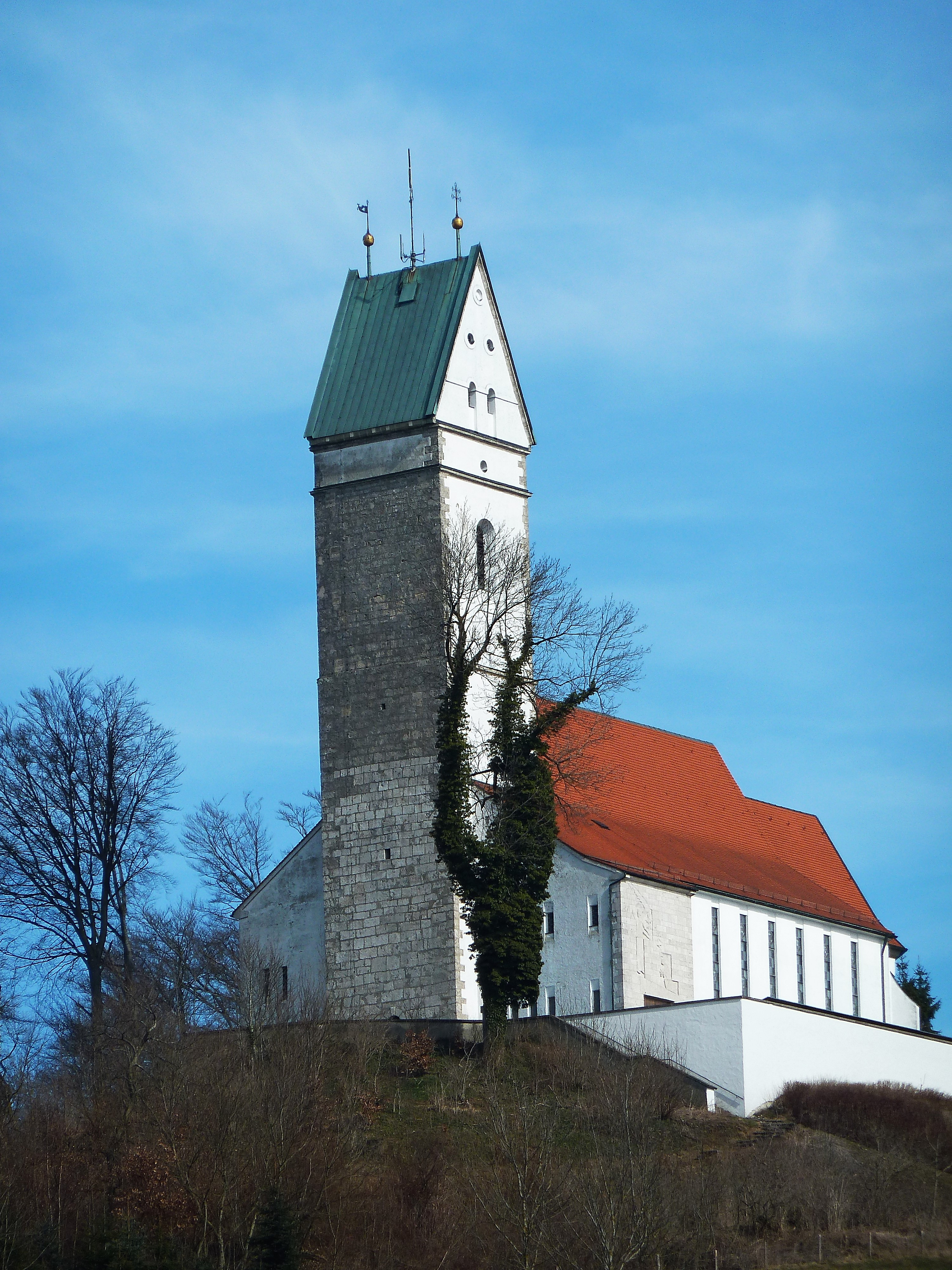
Der Bussen mit seiner markanten Kirche aus dem frühen 9. Jahrhundert ist von weither sichtbar und ein vorzüglicher Aussichtsberg. Er ist mit 766 m Höhe die größte Erhebung im Landkreis Biberach außerhalb der Schwäbischen Alb
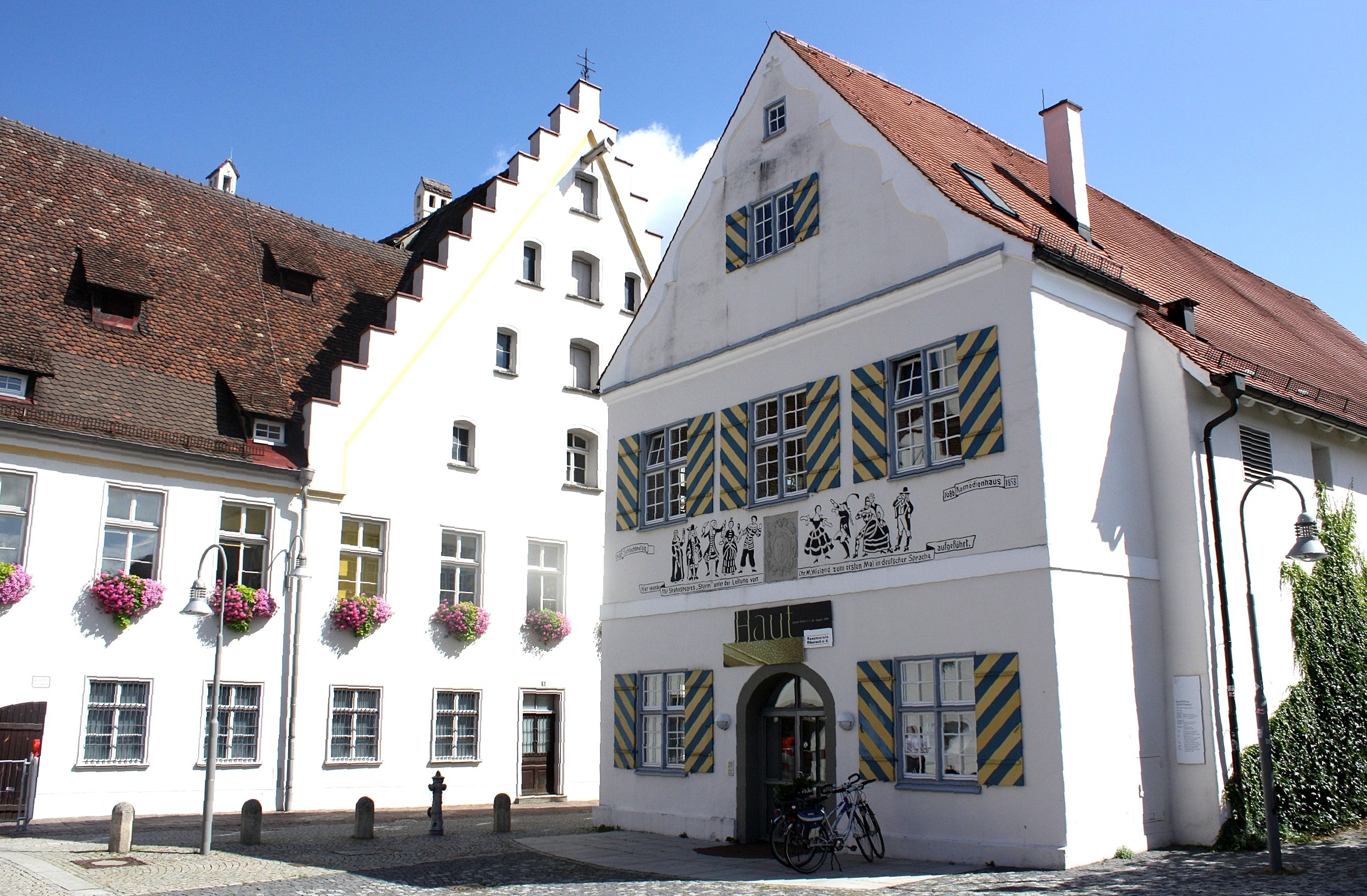
Das Komödienhaus in Biberach an der Riss; links das mittelalterliche Spital
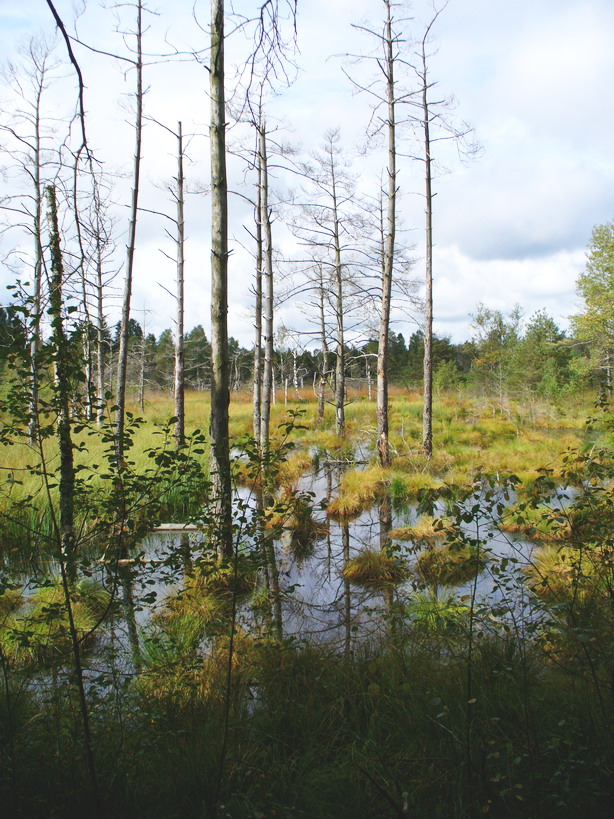
Moorlandschaft mit sterbenden Bäumen wird in Oberschwaben vor allem im Wurzacher Ried erlebbar.
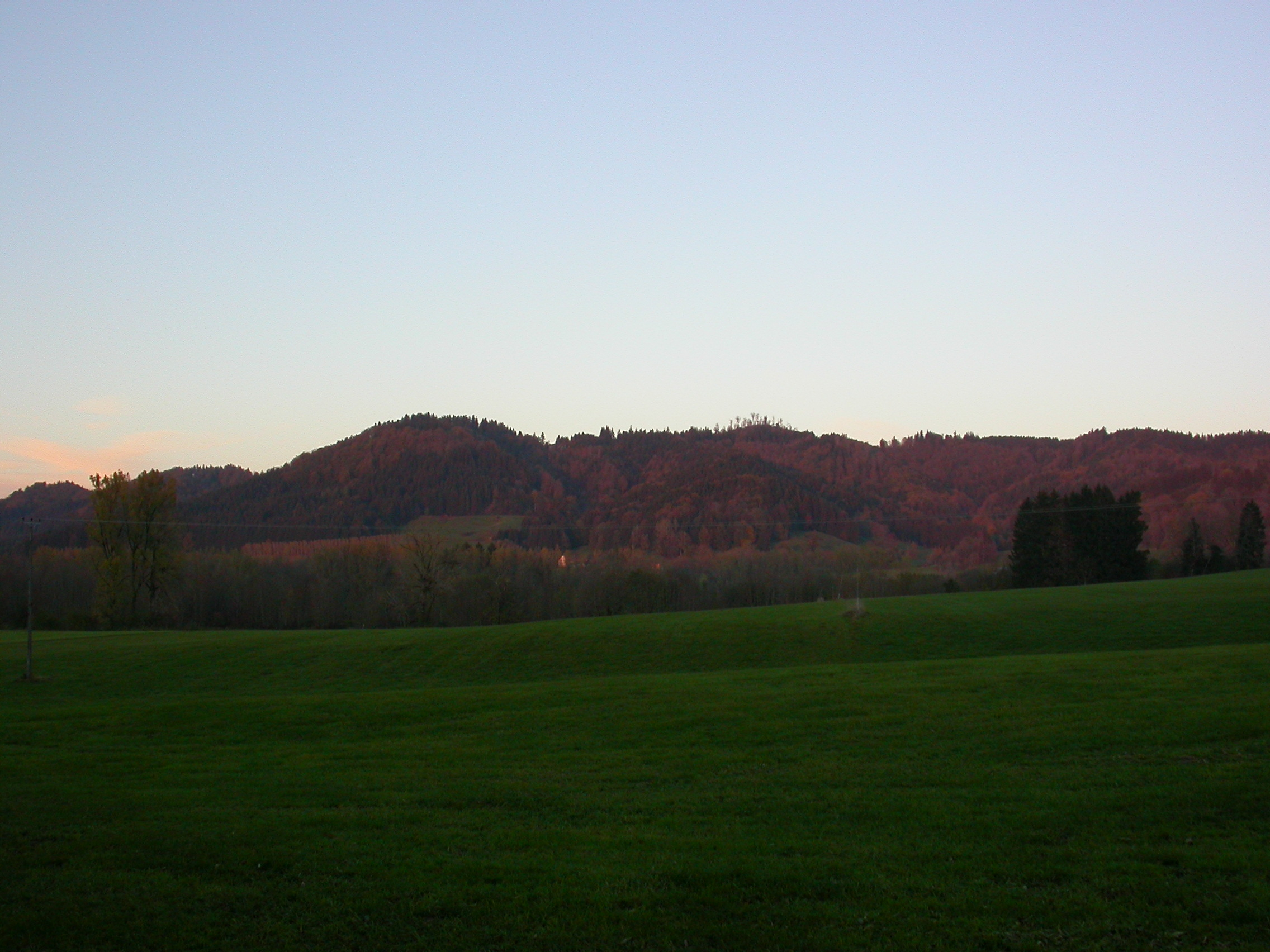
Die Adelegg mit dem Schwarzen Grat; es ist der Zielpunkt des HW 5, führt in über 1000 m Höhe und lässt das westliche Allgäu erleben.